# Combattimento corpo a corpo
Il combattimento corpo a corpo è una modalità di combattimento ravvicinato, tra due o più persone. Si intende generalmente un combattimento a mani nude disarmato, o utilizzando armi bianche quali manganelli, lame, fucili muniti di baionette. L'espressione viene utilizzata in special modo per confronti con esiti mortali, come nei combattimenti militari o di duello. Ciò lo distingue dalla disciplina sportiva (sport da combattimento), quest'ultima praticata anche per scopi di autodifesa.

## Storia
Le organizzazioni militari hanno sempre istruito i propri soldati nel combattimento disarmato da affiancare al combattimento armato. I soldati Cinesi sono stati addestrati nel combattimento disarmato fin dalla Dinastia Zhou (1022 a.C. - 256 d.C.).
L'addestramento rimase anche dopo cambiamenti tecnologici importanti nei conflitti quale l'uso della polvere da sparo nelle guerre napoleoniche, la mitragliatrice nella guerra russo-giapponese e nella guerra di trincea della prima guerra mondiale. Per esempio, un metodo di combattimento corpo a corpo come quello con l'uso della baionetta è rimasto comune nell'addestramento militare moderno, benché l'importanza di addestramento convenzionale sia notevolmente declinata dopo il 1918.
A partire dal secondo conflitto mondiale, l'utilizzo di tale tecnica è stato notevolmente ridimensionato, per poi essere rivalutato dopo la fine della guerra del Vietnam, col proliferare dei conflitti a bassa intensità e della guerra urbana che hanno messo in evidenza l'utilità di addestrarsi in questa disciplina.

## Caratteristiche
Queste tecniche di combattimento trovano applicazione in ambito civile - come nell'autodifesa - o militare, in tale ultimo caso sono ritenute sono abilità in guerra e nella guerriglia. Infatti le armi da fuoco possono essere perse o rotte, o possono non riuscire ad essere imbracciate. Quando le forze amiche e nemiche vengono a scontrarsi in campi ristretti e confusionali in cui le armi da fuoco e le granate non sono utilizzabili, l'abilità di combattimento corpo a corpo si trasforma in un bene vitale.
Vi sono antiche tradizioni di combattimento corpo a corpo. La maggioranza delle culture ha i propri dati storici particolari relativi al combattimento ravvicinato e specifici metodi di pratica. Ci sono molte varietà all'interno delle arti marziali, compresa la boxe. Altre varianti includono i combattimenti dei gladiatori di Roma antica e degli eventi medioevali di torneo come le giostre.

## Stili e tipologie
I vari tipi e sistemi di combattimento corpo a corpo sono il frutto del lavoro di dozzine e perfino di centinaia di istruttori dedicati e personali, conosciuti e sconosciuti. Altri sistemi di combattimento corpo a corpo moderni che hanno le loro origini nell'ambiente militare sono il cinese San Shou, il sovietico Sambo, il russo Systema, gli israeliani Kapap, Kalah, Hashita  e Krav Maga e il Wilding o autodifesa istintiva.
Il combattimento urbano in ambito, così come viene insegnato dai tempi della seconda guerra mondiale, è stato in gran parte codificato da William Ewart Fairbairn e Eric Anthony Sykes, conosciuti principalmente per aver creato il coltello da combattimento Fairbairn-Sykes.
Fairbairn e Sykes lavorarono a Shanghai nella Polizia Municipale e contribuirono ad insegnare alle forze armate britanniche una tecnica rapida, efficace e semplice per combattimento con o senza armi in situazioni di mischia. Addestramento simile è stato fornito ai commando britannici, alla Brigata del diavolo, all'OSS, ai Rangers dell'esercito di Stati Uniti ed ai Raiders di Marina. Fairbairn chiamò questo sistema Defendu e scrisse varie pubblicazioni su di esso, come fece il suo collega americano Rex Applegate.
Qualora si faccia utilizzo di armi si parla di Close Quarters Battle CQB se coinvolge una squadra o un plotone, o Military Operations on Urban Terrain MOUT a livelli tattici elevati.

## Utilizzo
Nella maggior parte dei casi il combattimento corpo a corpo viene insegnato ad agenti di polizia, per le arti marziali o per il combattimento sportivo, ma vi sono molti casi in cui vengono addestrati anche i civili per l'autodifesa.
La specializzazione e lo stile di addestramento al combattimento vengono sviluppati sia per corpi speciali addestrati per combattere in guerra, ad esempio i corpi d'élite e i commando: unità che tendono ad avere un addestramento molto più completo sul combattimento ravvicinato che la maggior parte degli altri militari, che per uomini che operano in contesti civili.
La lotta corpo a corpo (in inglese hand-to-hand fighting sport) è anche uno sport da combattimento di origine russa che si divide in una specialità a contatto pieno a mani nude e un'altra specialità incentrata sul disarmo.